# Зеебек, Томас Иоганн
Томас Иоганн Зеебек (нем. Thomas Johann Seebeck; 9 апреля 1770, Ревель — 10 декабря 1831, Берлин) — немецкий физик. Отец физика Августа Зеебека.

## Биография
Томас родился в Ревеле (ныне Таллин) в семье Иоганна Кристофа Зеебека (1729–1786), ревельского купца и старосты Ревельской большой гильдии. В 1788 году  окончил учёбу в Ревельской Императорской гимназии.
Получил медицинское образование в Гётингене, жил как частное лицо в Йене, Байрейте и Нюрнберге, в 1818 поселился в Берлине, где был избран членом Академии наук. Зеебек сделал несколько открытий в оптике (цветовые явления поляризации в одно- и двуосных кристаллах, открытые одновременно французским физиком Био, а ранее — Брюстером в 1813 и Волластоном в 1814), акустике (влияние движения звучащего тела на высоту тона), в учении о теплоте (распределение тепловых лучей в солнечном спектре), но особенно — в области электричества (открытие в 1821 термоэлектрических токов; поперечное намагничивание). Зеебек много работал над изучением химического действия света и открыл, что это действие не заканчивается тотчас по прекращении света, но продолжается и в темноте очень долгое время. Кроме того, Зеебек дал опытное подтверждение закону Брюстера о связи показателя преломления тела с углом полной поляризации.
В 1822 году он опубликовал результаты своих опытов в статье «К вопросу о магнитной поляризации некоторых металлов и руд, возникающей в условиях разности температур», опубликованной в докладах Прусской академии наук. В 1834 году был открыт эффект Пельтье, обратный эффекту Зеебека.

## Галерея
- Памятник Иоганну Томасу возле ТТУ
- Памятная доска в Таллине на здании, в котором родился и вырос Томас